# Jack (babuíno)
Jack (morto em 1890) foi um babuíno chacma que alcançou fama por atuar como assistente de um guarda-chaves ferroviário com deficiência na África do Sul.

## História
Jack era o animal de estimação e assistente do sinaleiro  James Wide, que tinha as duas pernas amputadas e trabalhava para o serviço da Ferrovia Cidade do Cabo-Port Elizabeth. James "Jumper" Wide era conhecido por pular entre vagões até um acidente em que caiu e perdeu as duas pernas. Para ajudar no desempenho de suas funções, Wide comprou o babuíno chamado Jack em 1881 e o treinou para empurrar sua cadeira de rodas e operar os sinais das ferrovias sob supervisão. O relato apareceu na edição de 24 de julho de 1890 na revista Nature.
Uma investigação oficial foi iniciada depois que um membro preocupado do público relatou que um babuíno foi observado alterando os sinais ferroviários em Uitenhage, perto de Porto Elizabeth.
Após o ceticismo inicial, a ferrovia decidiu empregar Jack oficialmente depois que sua competência profissional foi verificada. O babuíno recebia vinte centavos de dólar por dia e meia garrafa de cerveja por semana. É amplamente divulgado que, em seus nove anos de trabalho na companhia ferroviária, Jack nunca cometeu um único erro.
Após nove anos de serviço, Jack morreu de tuberculose em 1890. O crânio de Jack está na coleção do Albany Museum em Grahamstown.